# Johannes Achtelik
Johannes Achtelik (* 1949 in Eisenach) ist ein deutscher Schauspieler, Hörspielsprecher und Schauspiellehrer.

## Leben
Johannes Achtelik studierte an der Hochschule für Schauspielkunst „Ernst Busch“ Berlin und hatte Engagements am Meininger Theater und am Theater Magdeburg sowie in Berlin, wo er derzeit Ensemblemitglied des Theater 89 ist. Daneben hat er eine Dozentur an der Berliner Schule für Schauspiel und lehrt darüber hinaus an der Hochschule für Film und Fernsehen Babelsberg und der Hochschule für Musik „Hanns Eisler“ Berlin.
Vor allem zu DDR-Zeiten arbeitete Achtelik gelegentlich vor der Kamera, dabei wiederholt in der Krimireihe Polizeiruf 110. Umfangreicher war seine Tätigkeit als Hörspielsprecher in Produktionen des Rundfunks der DDR.

## Filmografie
- 1972: Don Juan
- 1974: Für die Liebe noch zu mager?
- 1979: Januar
- 1981: Schwarzes Gold
- 1982: Polizeiruf 110 – Im Tal
- 1982: Der König und sein Dieb
- 1983: Antrag auf Adoption
- 1983: Plauener Spitzen
- 1984: Flieger
- 1984: Polizeiruf 110 – Das vergessene Labor
- 1984: Polizeiruf 110 – Schwere Jahre (1. Teil)
- 1984: Polizeiruf 110 – Schwere Jahre (2. Teil)
- 1985: Polizeiruf 110 – Verführung
- 1987: Polizeiruf 110 – Die alte Frau im Lehnstuhl
- 1988: Die Entfernung zwischen dir und mir und ihr
- 1989: Die gläserne Fackel – Die Entscheidung
- 1990: Die Wirtin, das Biest und andere Liebesspiele
- 2001: Gäste
- 2009: SOKO Wismar – Der schwarze Ritter
- 2009: Austern ohne Schale

## Hörspiele (Auswahl)
- 1985: Rosa und Linde – Autor und Regie: Peter Brasch
- 1986: Das Hemd des Anderen – Autoren: Kristina Handke und Peter Handke – Regie: Karlheinz Liefers
- 1986: Meine Adresse: Berlin NW 40, Alt-Moabit 12 a – Autor: Hans Bräunlich – Regie: Karlheinz Liefers
- 1986: Kikerikau – Autorin: Imma Lüning – Regie: Peter Brasch
- 1987: Jeder stirbt für sich allein – Autor: Hans Fallada – Regie: Werner Grunow
- 1987: Numachmaschönwiespricht der Hund – Autor: Ottomar Grubert – Regie: Peter Brasch
- 1988: Waldstraße Nummer 7 – Eifersucht – Autor: Joachim Brehmer – Regie: Edith Schorn
- 1988: Der Klipperbixstein – Autor: Christoph Wielepp – Regie: Manfred Täubert
- 1988: Waldstraße Nummer 7 – Der Einbruch – Autor: Wolf Arnold – Regie: Detlef Kurzweg
- 1988: Die Blumen der kleinen Ida – Autor: Hans Christian Andersen – Regie: Peter Brasch
- 1989: Bei Mord wird gezahlt – Autor: Peter Gauglitz – Regie: Edith Schorn
- 1989: Goldene Hände – Autor: Jan Eik – Regie: Edith Schorn
- 1989: Der Prinz von Theben in Berlin – Autorin: Heidrun Loeper – Regie: Barbara Plensat
- 1989: Sbvens Abenteuer – Autor: Andreas Lotz – Regie: Eveline Fuhrmeister
- 1989: Sechse kommen durch die ganze Welt (Leopold Linsescharf) – Autoren: Brüder Grimm – Regie/Bearbeitung: Peter Brasch (Litera)
- 1990: Linda und der Lindwurm – Autorin: Waltraud Meienreis – Regie: Peter Brasch
- 1990: Einen Sherry, eh du gehst – Autorin: Monika Thiel – Regie: Bert Bredemeyer
- 1990: König Macius I. – Autor: Janusz Korczak – Regie: Peter Brasch
- 1992: Das tapfere Schneiderlein – Autoren: Brüder Grimm – Regie: Peter Brasch
- 1992: Der Mondvogel – Autor: Jorge Díaz – Regie: Fritz Göhler